# دباق بيرجمان

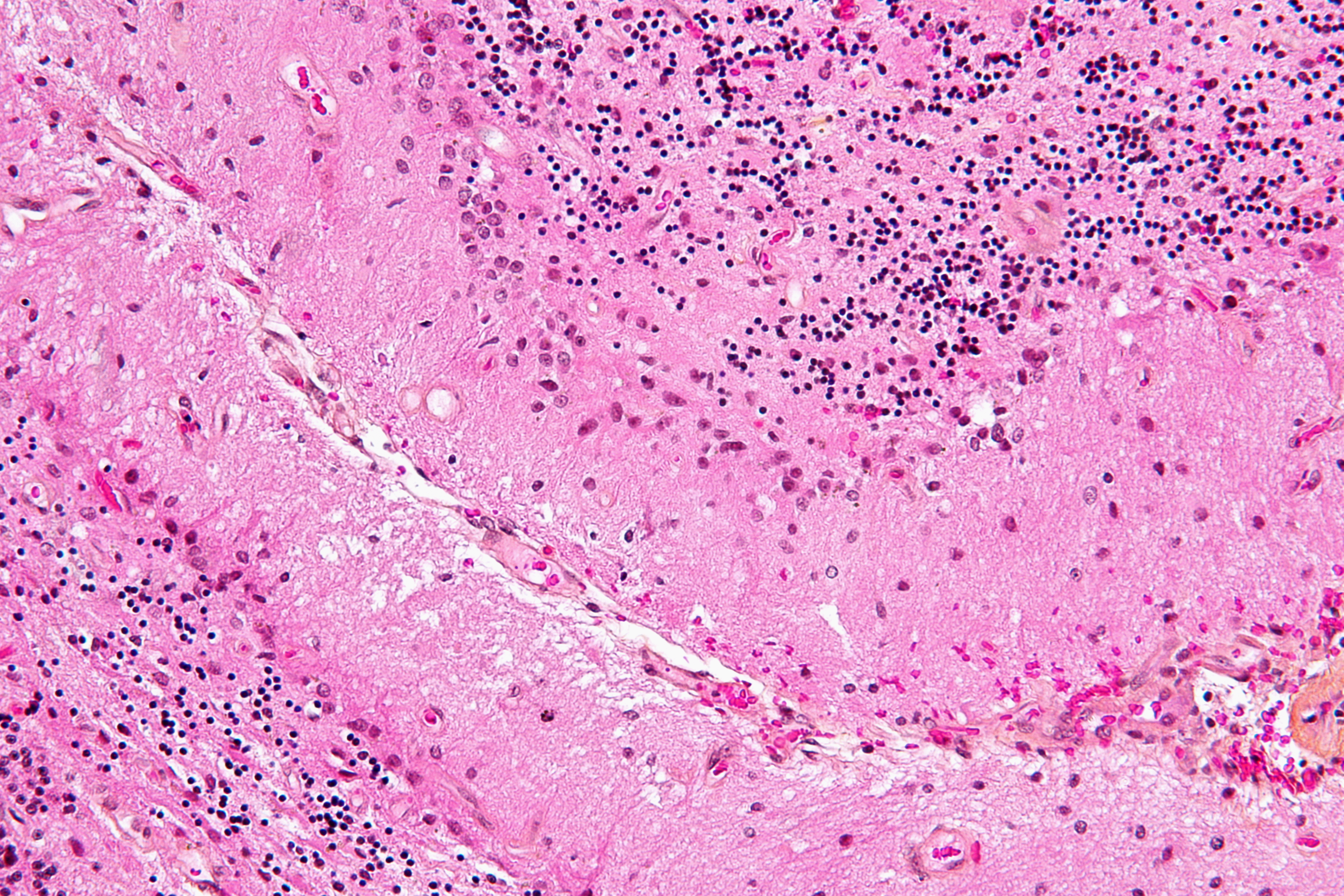
صورة مجهرية تظهر دباق بيرجمان. صبغة الهيماتوكسيلين والأيوزين.

دباق بيرجمان هو فرط تنسج لـدِبْقٌ بيرجمات العَصَبِيّ (في المخيخ) نتيجة لـموت خلايا بركيني، كما قد يحدث في أذية إقفار-نَقْصُ التَّأَكْسُج أو الضغط شبه الورمي.